# Брук, Генри Джеймс
Генри Джеймс Брук (англ. Henry James Brooke; 1771—1857) — английский минералог и кристаллограф.

## Биография
Родился  25 мая 1771 года в городе Эксетер графства Девоншир в семье производителя сукна.
Учился работать барменом, затем последовательно занимался торговлей шерстью в Испании, работал в южноамериканских горнодобывающих компаниях и в Лондонской ассоциации страхования жизни (London Life Assurance Association). При этом увлечением Брука были минералогия, геология и ботаника. Его большая коллекция ракушек и минералов была представлена в Кембриджском университете, а часть его коллекции гравюр на эту тему была им передана Британскому музею. 
Генри Брук открыл тринадцать новых видов минералов и был автором ряда статей в Encyclopædia Metropolitana. Автор книги Familiar Introduction to Crystallography (London, 1823).
Он был избран членом Геологического общества Лондона в 1815 году, членом Лондонского общества Линнея в 1818 году, членом Королевского общества в 1819 году и иностранным почетным членом Американской академии искусств и наук в 1825 году.
Умер 26 июня 1857 года в местечке Clapham Rise и был похоронен на кладбище West Norwood Cemetery.  В его честь был назван минерал брукит.
Его сын Чарльз Брук стал известным в Англии врачом-хирургом и изобретателем.